# Camarota angustifrons
Camarota angustifrons är en tvåvingeart som beskrevs av Mario Bezzi 1908. Camarota angustifrons ingår i släktet Camarota och familjen fritflugor. Inga underarter finns listade i Catalogue of Life.